# Campionato francese di rugby a 15 1913-1914
Il campionato francese di rugby a 15 1913-14 fu la 23ª edizione del campionato nazionale francese di rugby a 15 di prima divisione.
Si tenne tra febbraio e maggio 1914 e vi presero parte 16 squadre, le vincitrici di ciascun campionato regionale dell'USFSA.
Una prima fase a eliminazione diretta ridusse le contendenti al titolo a otto, dopodiché esse furono divise in due gironi da quattro; la prima classificata di ciascuno dei due gironi si qualificava per la finale.
Nella finale di Tolosa il Perpignano batté il Tarbes 8-7 e si aggiudicò il primo titolo della sua storia, grazie a un calcio di trasformazione del giovanissimo Aimé Giral, che trasformò nel finale una meta che aveva portato il Perpignano fino a 6-7.
Si trattò dell'ultima stagione del torneo prima della Grande Guerra; nei cinque anni che seguirono si disputò un torneo alternativo, la Coppa della Speranza, riservato a giovani giocatori non coscritti alla leva militare, ma il cui palmarès non fu mai ufficializzato.
Aimé Giral, che diede il titolo al Perpignano, morì in guerra nel luglio 1915 sulle Ardenne.

## Partecipanti
- Bayonne (campione della Costa Basca)
- Bordeaux (campione della Costa d'Argento)
- Chalon-sur-Saône (campione di Borgogna e Franca Contea)
- Compiègne (campione della Piccardia)
- Grenoble (campione delle Alpi)
- Le Havre (campione dell'Alta Normandia)
- Limoges (campione del Limosino)
- Lione (campione del Lione)
- Nantes (campione dell'Atlantico)
- Périgueux (campione del Périgord-Agenais)
- Perpignano (campione della Linguadoca)
- Racing Club (campione di Parigi)
- La Rochelle (campione del Charente)
- Tarbes (campione dell'Armagnac-Bigorre)
- Tolone (campione del Var)
- Tolosa (campione dei Pirenei)

## Primo turno
| Perpignano 22 febbraio 1914 | Perpignano | 25 – 0 | Tolone |  |

| Bordeaux 22 febbraio 1914 | Bordeaux | 23 – 0 | Compiègne |  |

| Parigi 22 febbraio 1914 | Le Havre | 13 – 3 | Nantes | Parco dei Principi |

| Périgueux 22 febbraio 1914 | Périgueux | 0 – 3 (d.t.s.) | Tarbes |  |

| Chalon-sur-Saône 22 febbraio 1914 | Chalon | 0 – 5 | Racing Club |  |

| Limoges 22 febbraio 1914 | Limoges | 0 – 14 | Tolosa |  |

| Bayonne 22 febbraio 1914 | Bayonne | 28 – 0 | La Rochelle |  |

| Lione 1º marzo 1914 | Lione | 10 – 0 | Grenoble |  |

## Gironi di semifinale
Le 8 squadre qualificate furono divise in due gruppi di quattro e le prime due ammesse alla finale

### Gruppo A
|          | Incontri gruppo A      |      |
| -------- | ---------------------- | ---- |
| Colombes | Racing Club - Grenoble | 24-3 |
| Tarbes   | Tarbes - Bordeaux      | 3-0  |
| Bordeaux | Bordeaux - Racing Club | 11-3 |
| Tarbes   | Tarbes - Grenoble      | 15-0 |
| Colombes | Racing Club - Tarbes   | 0-3  |
| Grenoble | Grenoble - Bordeaux    | 5-12 |

#### Classifica
|  | Squadra     | G | V | N | P | P+ | P- | diff. | PT |
|  | ----------- | - | - | - | - | -- | -- | ----- | -- |
|  | Tarbes      | 3 | 3 | 0 | 0 | 21 | 0  | +21   | 9  |
|  | Bordeaux    | 3 | 2 | 0 | 1 | 23 | 11 | +12   | 7  |
|  | Racing Club | 3 | 1 | 0 | 2 | 27 | 17 | +10   | 5  |
|  | Grenoble    | 3 | 0 | 0 | 3 | 8  | 51 | -43   | 3  |

### Gruppo B
|            | Incontri gruppo B     |      |
| ---------- | --------------------- | ---- |
| Bayonne    | Bayonne - Perpignano  | 15-8 |
| Tolosa     | Tolosa - Le Havre     | 19-5 |
| Tolosa     | Tolosa - Bayonne      | 5-3  |
| Colombes   | Le Havre - Perpignano | 5-27 |
| Perpignano | Perpignano - Tolosa   | 13-0 |
| Le Havre   | Le Havre - Bayonne    | 0-40 |

#### Classifica
|  | Squadra    | G | V | N | P | P+ | P- | diff. | PT |
|  | ---------- | - | - | - | - | -- | -- | ----- | -- |
|  | Bayonne    | 3 | 2 | 0 | 1 | 58 | 13 | +45   | 7  |
|  | Perpignano | 3 | 2 | 0 | 1 | 48 | 20 | +28   | 7  |
|  | Tolosa     | 3 | 2 | 0 | 1 | 24 | 21 | +3    | 7  |
|  | Le Havre   | 3 | 0 | 0 | 3 | 10 | 86 | -76   | 3  |

Si procedette ad uno spareggio a tre: le prime due furono sorteggiate per affrontarsi tra loro, il vincente avrebbe poi affrontato Tolosa in finale.
preliminare: (29 marzo)
- - AS Perpignan-Aviron bayonnais 6-6 dts

ripetizione: (5 aprile)
- - AS Perpignan-Aviron bayonnais 3-0 dts

spareggio finale (19 aprile)
- - Stade toulousain-AS Perpignan 0-6

## Finale
| Arbitro: | Charles Gondouin |

| |            | |
| Lyda, Courragé                                                                                           | mt         | Lastegaray |
| Giral | tr         | |
| | drop       | Gardex |
| Couffé Amilhat Courregé Barbe Serre Giral Fournié Lacarra Roques Lyda Gravas Naute Joué Schuller Cutzach | Formazioni | Caujolle Cazajous Gardex Sentilles Lacoste Pourtau Laterrade Lavigne Vogt Gallay Labeyrie Mousseigne Lastegaray Faure Duffour |

Il Tarbes terminò l'incontro in 13 per l'espulsione del tallonatore Fauré e l'uscita per infortunio del capitano Duffour. Malgrado l'handicap chiuse il primo tempo avanti per 7-0 prima di essere rimontata e superata dopo la trasformazione di Aimé Giral, che in seguito morì in guerra e che si vide intitolato lo stadio di Perpignano nel 1940.

## Altre competizioni
Nella finale del campionato francese delle squadre riserve, lo Stade bordelais superò l'AS Perpignan 6 a 0.
Nella finale del campionato di seconda divisione, il Saint-Girons sporting club superò il Club athlétique de la Société générale 8 a 7.